# Squash-Mannschaftsweltmeisterschaft der Frauen 2014
Die 19. Mannschafts-Weltmeisterschaft der Damen (englisch 2014 Women’s World Team Squash Championship) fand vom 1. bis 6. Dezember 2014 in Niagara-on-the-Lake, Kanada, statt. Organisiert wurde das Turnier vom kanadischen Squashverband sowie der World Squash Federation. Insgesamt traten 20 Mannschaften an.
Titelverteidiger war Ägypten, das in diesem Jahr den dritten Platz belegte. Weltmeister wurde die englische Mannschaft, die ihren ersten Titel seit 2006 und siebten Titel insgesamt gewannen. Im Endspiel bezwang sie Malaysia, das erstmals ein Finale erreicht hatte. Sarah-Jane Perry brachte England gegen Delia Arnold in Führung, ehe Nicol David gegen Laura Massaro ausglich. Die Entscheidung brachte Alison Waters mit einem 3:1-Sieg über Low Wee Wern. Die deutsche Mannschaft belegte den 15. Platz in der Besetzung Sina Wall, Franziska Hennes, Annika Wiese und Nicole Fries. Österreich erreichte mit Birgit Coufal, Jacqueline Peychär, Anja und Lisa Kaserer den 19. Platz.

## Teilnehmende Mannschaften
Insgesamt traten 20 Mannschaften von den fünf kontinentalen Verbänden an: Europa, Asien, Amerika, Afrika und Ozeanien.
| Europa      | Asien               | Amerika            | Afrika    | Ozeanien   |
| ----------- | ------------------- | ------------------ | --------- | ---------- |
| Deutschland | Volksrepublik China | Guatemala          | Ägypten   | Australien |
| England     | Hongkong            | Kanada             | Südafrika | Neuseeland |
| Frankreich  | Indien              | Kolumbien          |           |            |
| Irland      | Malaysia            | Mexiko             |           |            |
| Österreich  |                     | Vereinigte Staaten |           |            |
| Spanien     |                     |                    |           |            |
| Wales       |                     |                    |           |            |

## Modus
Die teilnehmenden Mannschaften wurden gemäß ihrer Setzung in vier Gruppen à  fünf Mannschaften einander zugelost. Innerhalb der Gruppen wird im Round-Robin-Modus gespielt, die beiden bestplatzierten Mannschaften erreichten die Finalrunde, die im K.-o.-System ausgetragen wird. Bei dem Turnier werden alle Plätze ausgespielt.
Alle Mannschaften bestehen aus mindestens drei und höchstens vier Spielerinnen, die in der Reihenfolge ihrer Spielstärke gemeldet werden mussten. Pro Begegnung werden drei Einzelpartien bestritten. Eine Mannschaft hat gewonnen, wenn ihre Spielerinnen zwei der Einzelpartien gewinnen. Die Spielreihenfolge der einzelnen Partien ist unabhängig von der Meldereihenfolge der Spielerinnen.

## Ergebnisse

### Gruppenphase

#### Gruppe A
| Rang | Land                                                 | Sp. | S | N | Sp.-Diff. | Punkte |
| ---- | ---------------------------------------------------- | --- | - | - | --------- | ------ |
| 1    | Ägypten (El Weleily, El Sherbini, El Tayeb, Kawy)    | 4   | 4 | 0 | 12:0      | 8      |
| 2    | Irland (Perry, Blake, Mylotte, Flynn)                | 4   | 3 | 1 | 7:5       | 6      |
| 3    | Neuseeland (Landers-Murphy, Craig, Lindsay, Barnett) | 4   | 2 | 2 | 7:5       | 4      |
| 4    | Kolumbien (Peláez, Tovar, Porras, González)          | 4   | 1 | 3 | 4:8       | 2      |
| 5    | Volksrepublik China (Li, Gu, Xiu, Duan)              | 4   | 0 | 4 | 0:12      | 0      |

| Ägypten    | – | Neuseeland | 3:0 |
| Irland     | – | China      | 3:0 |
| Ägypten    | – | Kolumbien  | 3:0 |
| Neuseeland | – | China      | 3:0 |
| Ägypten    | – | China      | 3:0 |

| Irland     | – | Kolumbien  | 2:1 |
| Irland     | – | Neuseeland | 2:1 |
| Kolumbien  | – | China      | 3:0 |
| Ägypten    | – | Irland     | 3:0 |
| Neuseeland | – | Kolumbien  | 3:0 |

#### Gruppe B
| Rang | Land                                            | Sp. | S | N | Sp.-Diff. | Punkte |
| ---- | ----------------------------------------------- | --- | - | - | --------- | ------ |
| 1    | England (Massaro, Waters, Perry, Beddoes)       | 4   | 4 | 0 | 11:1      | 8      |
| 2    | Australien (Grinham, Camilleri, Cardwell, Nunn) | 4   | 3 | 1 | 9:3       | 6      |
| 3    | Wales (Evans, Saffery, Haley, Harlow)           | 4   | 2 | 2 | 6:6       | 4      |
| 4    | Deutschland (Wall, Hennes, Wiese, Fries)        | 4   | 1 | 3 | 4:8       | 2      |
| 5    | Spanien (Aranda, Gómez, Juan Gallach, Moros)    | 4   | 0 | 4 | 0:12      | 0      |

| England    | – | Wales       | 2:1 |
| Australien | – | Spanien     | 3:0 |
| England    | – | Deutschland | 3:0 |
| Wales      | – | Spanien     | 3:0 |
| Australien | – | Deutschland | 3:0 |

| England     | – | Spanien     | 3:0 |
| Australien  | – | Wales       | 3:0 |
| Deutschland | – | Spanien     | 3:0 |
| England     | – | Australien  | 3:0 |
| Wales       | – | Deutschland | 2:1 |

#### Gruppe C
| Rang | Land                                                          | Sp. | S | N | Sp.-Diff. | Punkte |
| ---- | ------------------------------------------------------------- | --- | - | - | --------- | ------ |
| 1    | Malaysia (David, Wee Wern, Arnold, Azan)                      | 4   | 4 | 0 | 12:0      | 8      |
| 2    | Vereinigte Staaten (A. Sobhy, S. Sobhy, Blatchford, Grainger) | 4   | 3 | 1 | 9:3       | 6      |
| 3    | Kanada (Cornett, Todd, Letourneau, Naughton)                  | 4   | 2 | 2 | 6:6       | 4      |
| 4    | Mexiko (Terán, García, Hernández, Urrutia)                    | 4   | 1 | 3 | 3:9       | 2      |
| 5    | Guatemala (Bonilla, P. Anckermann, N. Anckermann, Barillas)   | 4   | 0 | 4 | 0:12      | 0      |

| Malaysia           | – | Kanada    | 3:0 |
| Vereinigte Staaten | – | Guatemala | 3:0 |
| Kanada             | – | Guatemala | 3:0 |
| Malaysia           | – | Mexiko    | 3:0 |
| Malaysia           | – | Guatemala | 3:0 |

| Vereinigte Staaten | – | Mexiko             | 3:0 |
| Vereinigte Staaten | – | Kanada             | 3:0 |
| Mexiko             | – | Guatemala          | 3:0 |
| Malaysia           | – | Vereinigte Staaten | 3:0 |
| Kanada             | – | Mexiko             | 3:0 |

#### Gruppe D
| Rang | Land                                                 | Sp. | S | N | Sp.-Diff. | Punkte |
| ---- | ---------------------------------------------------- | --- | - | - | --------- | ------ |
| 1    | Hongkong (Au, Chan, Liu, Tong)                       | 4   | 4 | 0 | 11:1      | 8      |
| 2    | Frankreich (Serme, Aumard, Pomportes, Peltier)       | 4   | 3 | 1 | 10:2      | 6      |
| 3    | Südafrika (Waters, Louw, Tucker, Fuller)             | 4   | 2 | 2 | 5:7       | 4      |
| 4    | Indien (Chinappa, Alankamony, Ingale, Jawanda)       | 4   | 1 | 3 | 4:8       | 2      |
| 5    | Österreich (Coufal, Peychär, A. Kaserer, L. Kaserer) | 4   | 0 | 4 | 0:12      | 0      |

| Hongkong   | – | Südafrika  | 3:0 |
| Frankreich | – | Österreich | 3:0 |
| Hongkong   | – | Indien     | 3:0 |
| Südafrika  | – | Österreich | 3:0 |
| Frankreich | – | Indien     | 3:0 |

| Hongkong   | – | Österreich | 3:0 |
| Frankreich | – | Südafrika  | 3:0 |
| Indien     | – | Österreich | 3:0 |
| Hongkong   | – | Frankreich | 2:1 |
| Südafrika  | – | Indien     | 2:1 |

### Finalrunde
| Viertelfinale | Viertelfinale      | Viertelfinale | Viertelfinale | Viertelfinale |  |  | Halbfinale | Halbfinale | Halbfinale | Halbfinale | Halbfinale |    |          | Finale  | Finale | Finale | Finale | Finale |
|               |                    |               |               |               |  |  |            |            |            |            |            |    |          |         |        |        |        |        |
| A1            | Ägypten            | 3             | 3             | 2             |  |  |            |            |            |            |            |    |          |         |        |        |        |        |
| B2            | Australien         | 0             | 1             | 0             |  |  | A1         | Ägypten    | 1          | 2          |            |    |          |         |        |        |        |        |
| D2            | Frankreich         | 0             | 0             |               |  |  | C1         | Malaysia   | 3          | 3          |            |    |          |         |        |        |        |        |
| C1            | Malaysia           | 3             | 3             |               |  |  |            |            |            |            |            | C1 | Malaysia | 0       | 3      | 1      |        |        |
| D1            | Hongkong           | 3             | 3             | 0             |  |  |            |            |            |            |            |    | B1       | England | 3      | 0      | 3      |        |
| C2            | Vereinigte Staaten | 0             | 0             | 2             |  |  | D1         | Hongkong   | 0          | 3          | 1          |    |          |         |        |        |        |        |
| A2            | Irland             | 1             | 0             | 0             |  |  | B1         | England    | 3          | 1          | 3          |    |          |         |        |        |        |        |
| B1            | England            | 3             | 3             | 2             |  |  |            |            |            |            |            |    |          |         |        |        |        |        |

### Finale
| Malaysia                                                        | Finale | England                                                        |
| --------------------------------------------------------------- | --- | -------------------------------------------------------------- |
| Team Nicol David Low Wee Wern Delia Arnold Zulhijjah Binti Azan | Datum: 6. Dezember 2014 Ort: Niagara-on-the-Lake \| Delia Arnold \| 8:11, 9:11, 7:11 \| Sarah-Jane Perry \| \| Nicol David \| 11:8, 11:9, 11:3 \| Laura Massaro \| \| Low Wee Wern \| 8:11, 7:11, 11:8, 4:11 \| Alison Waters \| Resultat: 1:2 | Team Laura Massaro Alison Waters Sarah-Jane Perry Emma Beddoes |
| Delia Arnold                                                    | 8:11, 9:11, 7:11 | Sarah-Jane Perry                                               |
| Nicol David                                                     | 11:8, 11:9, 11:3 | Laura Massaro                                                  |
| Low Wee Wern                                                    | 8:11, 7:11, 11:8, 4:11 | Alison Waters                                                  |

## Abschlussplatzierungen
| Rang | Mannschaft         |
| 01.  | England            |
| 02.  | Malaysia           |
| 03.  | Ägypten            |
| 04.  | Hongkong           |
| 05.  | Vereinigte Staaten |
| 06.  | Frankreich         |
| 07.  | Australien         |
| 08.  | Irland             |

| Rang | Mannschaft  |
| 09.  | Wales       |
| 10.  | Neuseeland  |
| 11.  | Kanada      |
| 12.  | Südafrika   |
| 13.  | Mexiko      |
| 14.  | Indien      |
| 15.  | Deutschland |
| 16.  | Kolumbien   |

| Rang | Mannschaft          |
| 17.  | Spanien             |
| 18.  | Volksrepublik China |
| 19.  | Österreich          |
| 20.  | Guatemala           |